# Furcraea tuberosa
Furcraea tuberosa là một loài thực vật có hoa trong họ Măng tây. Loài này được (Mill.) Aiton mô tả khoa học đầu tiên năm 1811.

## Hình ảnh

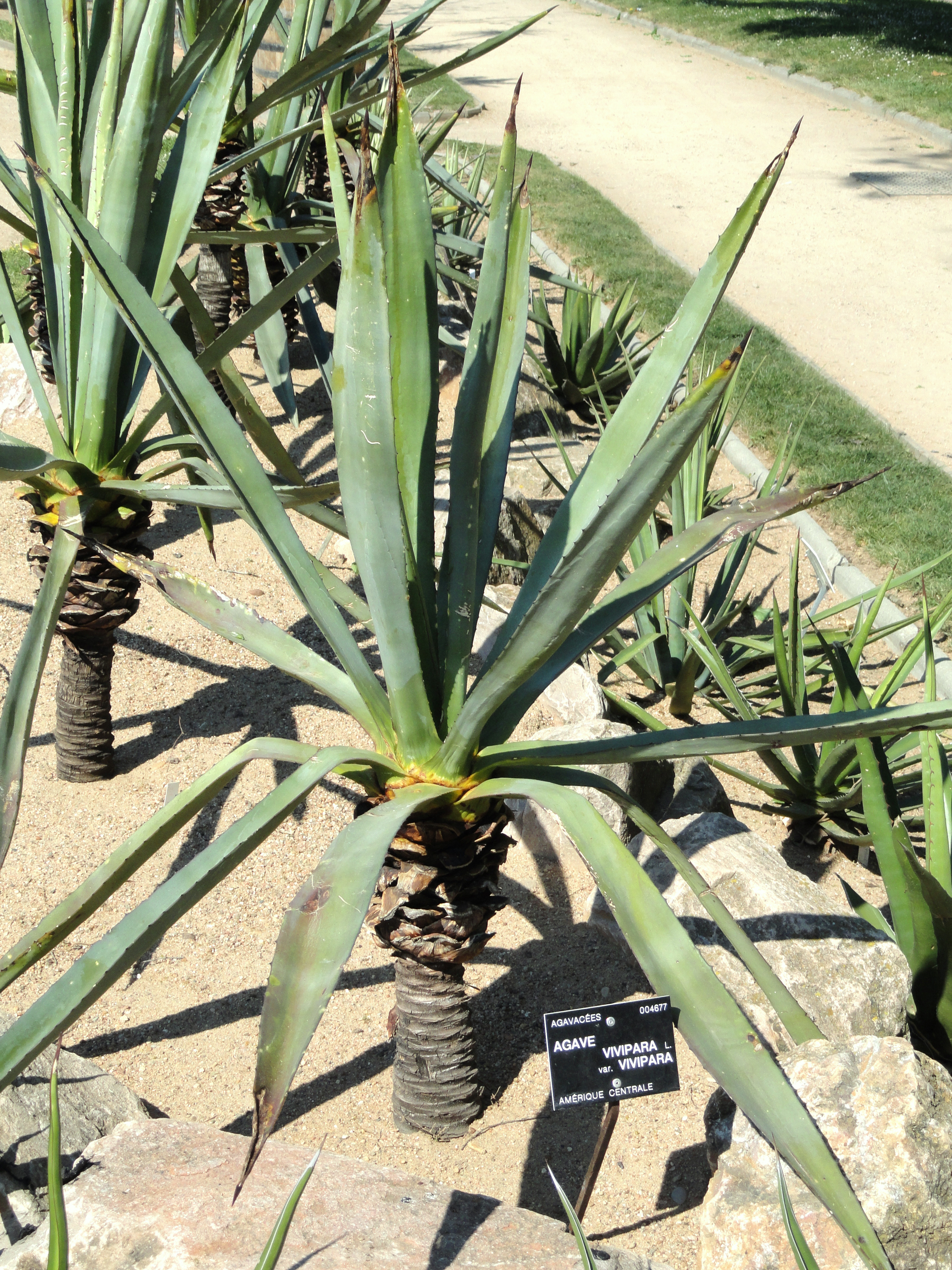
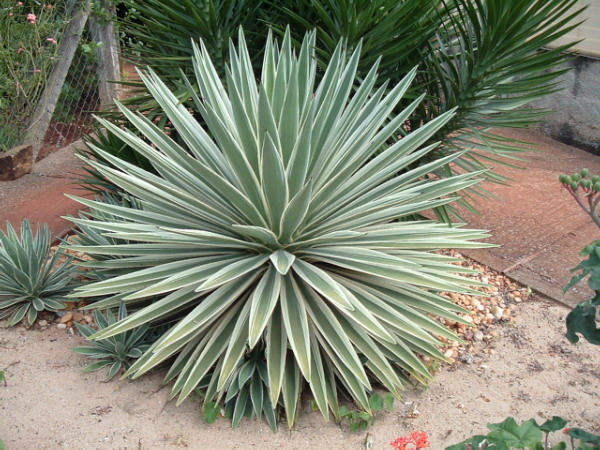